# Xe đạp tại Thế vận hội Mùa hè 2016 - Đường trường tính giờ cá nhân nam
Nội dung đường trường tính giờ cá nhân nam là một trong 18 nội dung môn xe đạp của Thế vận hội Mùa hè 2016. Nội dung được diễn ra vào ngày 10 tháng Tám tại Pontal, một bán đảo nhó và khu vực bờ biển ngoại ô Recreio dos Bandeirantes, phía Tây Rio de Janeiro, Brazil. Vạch xuất phát và vạch đích của chặng đua nằm trong tổ hợp Barra và là một trong bảy địa điểm thi đấu tạm thời của Thế vận hội 2016.

## Ứng cử viên trước chặng đua
Sau khi thắng chung cuộc tính giờ cá nhân tại Tour de France 2016, Chris Froome của Anh Quốc là ứng cử viên sáng giá nhất cho tấm huy chương vàng. Ngoài ra còn có các tay đua người Thụy Sĩ Fabian Cancellara, Đức Tony Martin, Tom Dumoulin của Hà Lan và đương kim vô địch thế giới tính giờ cá nhân Vasil Kiryienka của Belarus.

## Chặng đua
Chặng đua của nam gồm hai vòng 29,8 km (18,5 mi) quanh Grumari với tổng quãng đường 54,5 km (33,9 mi). Chặng đua bắt đầu và kết thúc tại Quảng trường Tim Maia (Estrada do Pontal), đi vào vòng quanh Grumari (theo chiều kim đồng hồ) rồi tới chặng leo núi đầu tiên (đỉnh Grumari) sau 9,7 km (6,0 mi) và chặng leo núi thứ hai (đỉnh Grota Funda) ở 19,2 km (11,9 mi).

## Danh sách xuất phát và kết quả
Richie Porte của Australia, Vincenzo Nibali của Italy và Wout Poels của Hà Lan lúc đầu tham dự, nhưng sau rút lui do chấn thương khi vị va chạm ở nội dung đua đường trường nam. Algeria, Colombia, New Zealand và Venezuela cũng bị thu hồi suất mà họ giành được. Dan Craven của Namibia, và Geraint Thomas của Anh Quốc được mời để đủ hai vị trí còn trống.
| Số | Tay đua                 | Quốc gia     | Hạng | Thời gian  |
| -- | ----------------------- | ------------ | ---- | ---------- |
| 5  | Fabian Cancellara       | Thụy Sĩ      | 1    | 1:12:15.42 |
| 2  | Tom Dumoulin            | Hà Lan       | 2    | 1:13:02.83 |
| 1  | Chris Froome            | Anh Quốc     | 3    | 1:13:17.54 |
| 13 | Jonathan Castroviejo    | Tây Ban Nha  | 4    | 1:13:21.50 |
| 8  | Rohan Dennis            | Úc           | 5    | 1:13:25.66 |
| 11 | Maciej Bodnar           | Ba Lan       | 6    | 1:14:05.89 |
| 9  | Nelson Oliveira         | Bồ Đào Nha   | 7    | 1:14:15.27 |
| 7  | Ion Izagirre            | Tây Ban Nha  | 8    | 1:14:21.59 |
| 16 | Geraint Thomas          | Anh Quốc     | 9    | 1:14:52.85 |
| 14 | Primož Roglič           | Slovenia     | 10   | 1:14:55.16 |
| 21 | Leopold König           | Cộng hòa Séc | 11   | 1:15:23.64 |
| 4  | Tony Martin             | Đức          | 12   | 1:15:33.75 |
| 25 | Simon Geschke           | Đức          | 13   | 1:15:49.88 |
| 20 | Michał Kwiatkowski      | Ba Lan       | 14   | 1:15:55.49 |
| 10 | Jan Bárta               | Cộng hòa Séc | 15   | 1:15:56.91 |
| 28 | Georg Preidler          | Áo           | 16   | 1:16:02.36 |
| 3  | Vasil Kiryienka         | Belarus      | 17   | 1:16:05.70 |
| 26 | Andriy Grivko           | Ukraina      | 18   | 1:16:33.24 |
| 29 | Christopher Juul-Jensen | Đan Mạch     | 19   | 1:16:49.62 |
| 19 | Tim Wellens             | Bỉ           | 20   | 1:16:49.71 |
| 17 | Hugo Houle              | Canada       | 21   | 1:17:02.04 |
| 6  | Taylor Phinney          | Hoa Kỳ       | 22   | 1:17:25.31 |
| 24 | Brent Bookwalter        | Hoa Kỳ       | 23   | 1:17:57.61 |
| 23 | Andrey Zeits            | Kazakhstan   | 24   | 1:18:47.63 |
| 12 | Kanstantsin Sivtsov     | Belarus      | 25   | 1:18:58.75 |
| 30 | Eduardo Sepúlveda       | Argentina    | 26   | 1:19:07.84 |
| 22 | Damiano Caruso          | Ý            | 27   | 1:19:46.53 |
| 31 | Pavel Kochetkov         | Nga          | 28   | 1:20:07.59 |
| 27 | Alexis Vuillermoz       | Pháp         | 29   | 1:20:43.87 |
| 18 | Edvald Boasson Hagen    | Na Uy        | 30   | 1:21:12.35 |
| 34 | Ghader Mizbani          | Iran         | 31   | 1:21:39.45 |
| 15 | Julian Alaphilippe      | Pháp         | 32   | 1:24:39.99 |
| 33 | Mouhssine Lahsaini      | Maroc        | 33   | 1:25:11.72 |
| 35 | Ahmet Örken             | Thổ Nhĩ Kỳ   | 34   | 1:27:37.41 |
| 37 | Dan Craven              | Namibia      | 35   | 1:27:47.93 |
| 32 | Jonathan Monsalve       | Venezuela    | DNS  | —          |
| 36 | Youcef Reguigui         | Algérie      | DNS  | —          |